# 高基衢
高基衢（고기구，1980年7月31日—），韩国足球运动员，现效力于中国足球甲级联赛球队延边长白虎。

## 俱乐部生涯
2003年，高基衢在K2联赛球队大田KHNP开始足球生涯，2004年加盟K联赛球队富川SK，之后又先后效力于浦项制铁、全南天龙和大田市民。2011年，他回到大田KHNP。2013年，高基衢转会加盟中国足球甲级联赛球队延边长白虎。

## 国家队生涯
2008年，高基衢曾4次代表韩国国家足球队在国际A级比赛出场。2月17日，他在中国重庆举行的2008年東亞足球錦標賽韩国3比2击败中国的比赛上演国家队的首秀。